# Brinnis

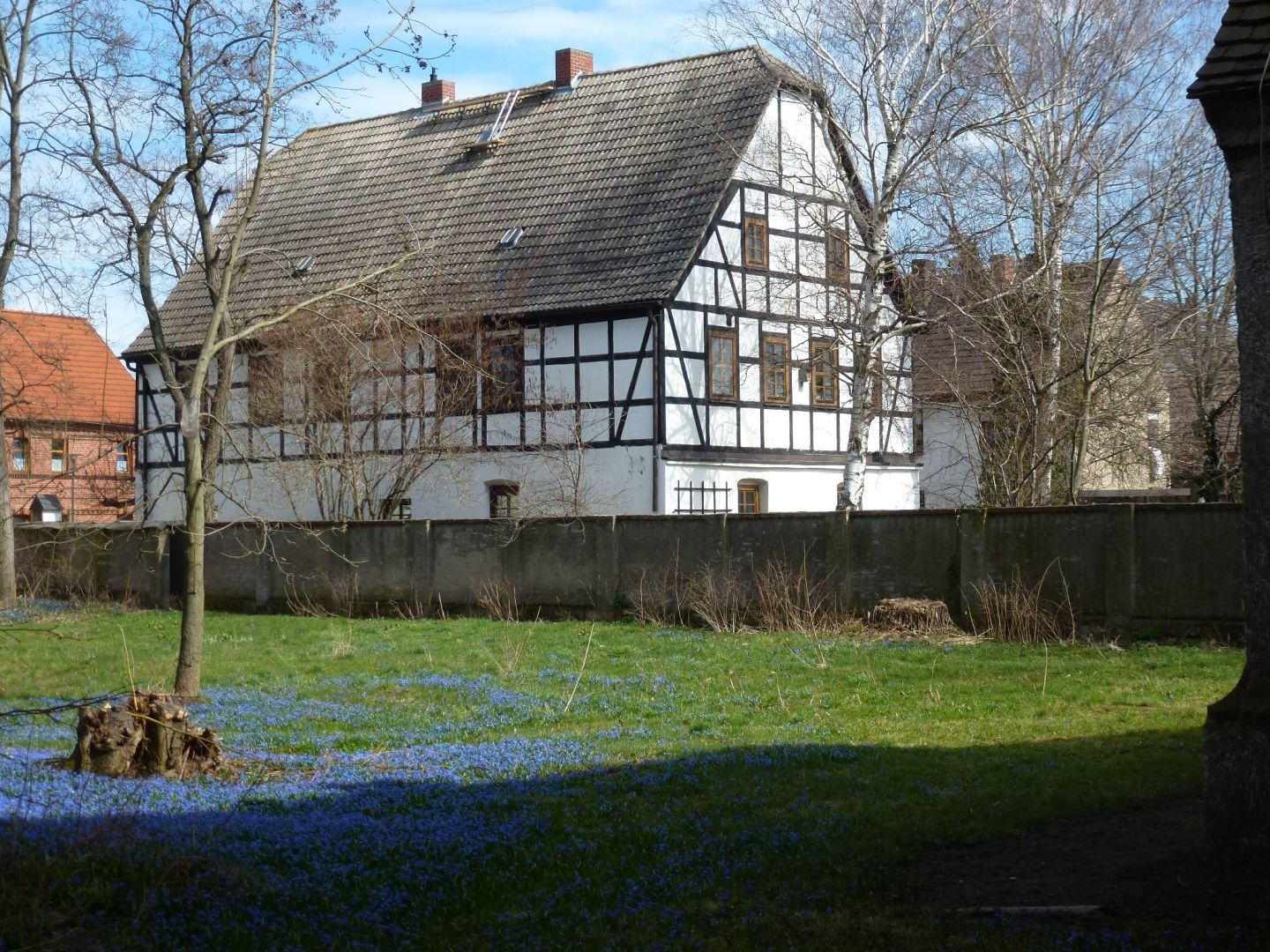
Fachwerk neben der Kirche

Brinnis ist ein Ortsteil der Gemeinde Schönwölkau im Landkreis Nordsachsen in Sachsen. Er besteht aus den Orten Brinnis, Luckowehna und Wannewitz.

## Geographie
Brinnis liegt zwischen den Städten Eilenburg und Delitzsch an den Kreisstraßen 7443 und 7446, die den Ort mit Delitzsch und der Bundesstraße 183a verbinden. Zum Ortsteil Brinnis gehören die Orte Luckowehna, südöstlich von Brinnis und Wannewitz, nordöstlich von Brinnis. Südlich von Brinnis verläuft die Bahnstrecke Halle–Eilenburg. Der nächste Bahnhof ist Hohenroda.

## Geschichte
Brinnis ist von der Siedlungsform her ein Breitstraßendorf. Der Ort wurde 1349 als Brynis erstmals urkundlich erwähnt. Um diese Zeit existierte wohl auch schon der nördlich von Brinnis gelegene Ort Holdenberg. Der Name Brinnis kommt wie die meisten der Region aus dem Sorbischen (Grundform Brnišče, Brn) und bedeutet so viel wie „Sumpf“ oder „feuchter Boden“. Brinnis und Luckowehna gehörten bis 1815 zum kursächsischen Amt Delitzsch, Wannewitz als Exklave nach 1551 zum kursächsischen Amt Eilenburg. Durch die Beschlüsse des Wiener Kongresses kamen die drei Orte zu Preußen und wurden 1816 dem Kreis Delitzsch im Regierungsbezirk Merseburg der Provinz Sachsen zugeteilt, zu dem sie bis 1952 gehörten. Im Zuge der Kreisreform in der DDR 1952 wurde Brinnis dem Kreis Delitzsch im Bezirk Leipzig zugeteilt, welcher 1994 im Landkreis Delitzsch aufging.

### Eingemeindungen
Am 20. Juli 1950 wurden die Gemeinden Luckowehna und Wannewitz nach Brinnis eingemeindet. Am 1. Januar 1995 schloss sich Brinnis mit vier weiteren Gemeinden zur Gemeinde Schönwölkau zusammen.

### Einwohnerentwicklung
| Jahr | Einwohner |
| ---- | --------- |
| 1818 | 298       |
| 1895 | 341       |
| 1925 | 396       |
| 1939 | 319       |

| Jahr | Einwohner |
| ---- | --------- |
| 1946 | 654       |
| 1950 | 933       |
| 1964 | 560       |
| 1990 | 422       |
| 2018 | 355       |

Die Einwohnerzahl Brinnis’ lag 1818 bei knapp 300. Bis zum Ausbruch des Zweiten Weltkrieges stieg die Einwohnerzahl mit leichten Schwankungen auf 319. Nach Ende des Krieges verdoppelte sich die Einwohnerzahl. Im Jahre 1946 wurden 654 Einwohner gezählt. 1950 gab es den historischen Höchststand der Einwohnerzahl mit 933. Zur Zeit der DDR nahm die Einwohnerzahl wieder um mehr als die Hälfte ab. 1990 lebten knapp über 400 Menschen in Brinnis.

## Sehenswürdigkeiten

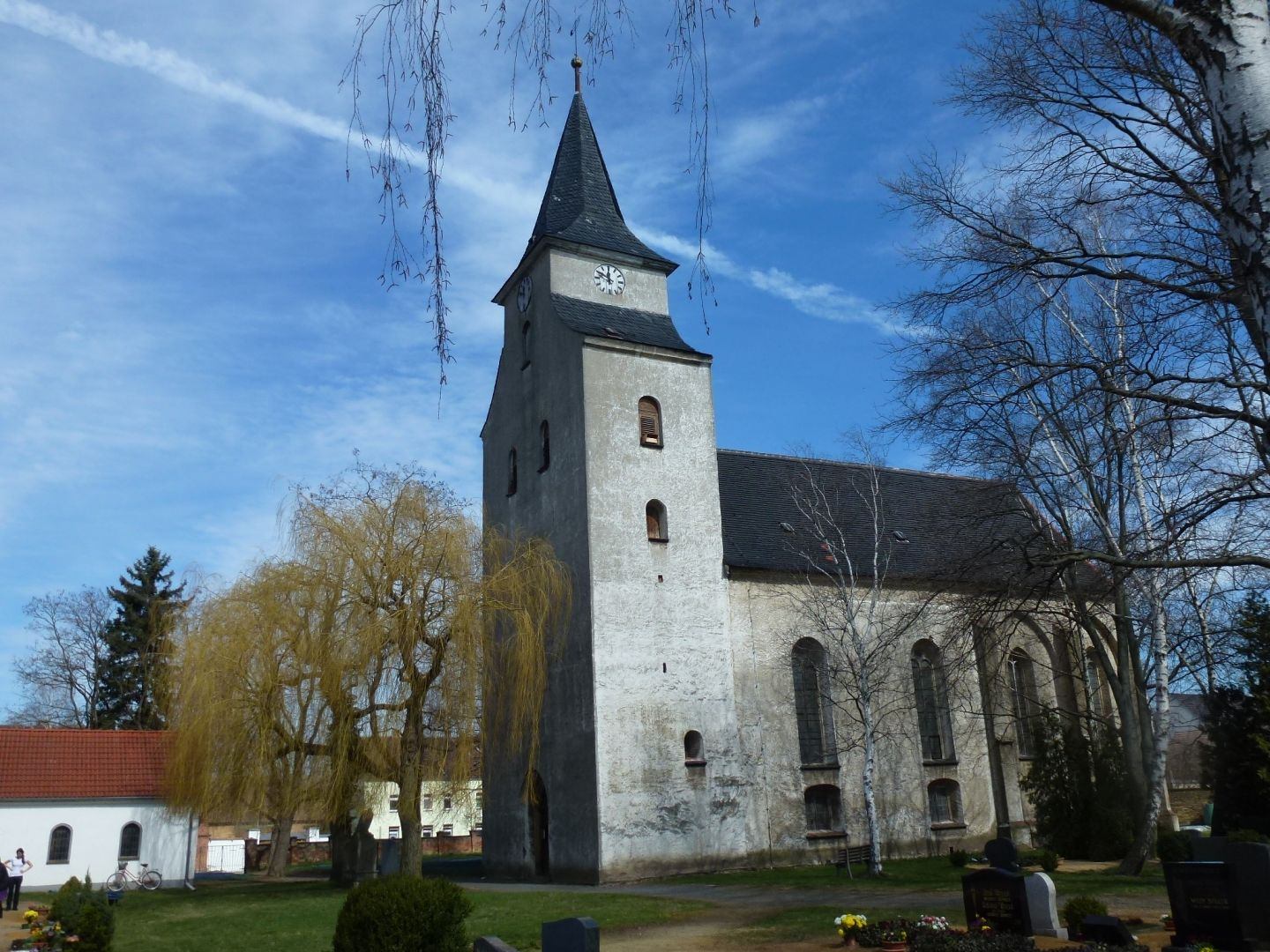
Kirche

Die Kirche in Brinnis stammt aus dem 12. Jahrhundert. Die Kirche besteht aus dem romanischen Langhaus und dem Turm an der Westseite; 1518 wurde die Kirche um den Chor erweitert. 1557 wurde das Langhaus aufgestockt. Weitere Sanierungen gab es 1830, 1914 und 1968. Zum Inventar der Kirche gehören ein Sakramentshäuschen von etwa 1480, ein lebensgroßes Kruzifix und eine neugotische Kanzel von 1830. Von ehemals drei Glocken ist heute noch eine Bronzeglocke von 1782 übrig.
siehe auch Liste der Kulturdenkmale in Schönwölkau (bei Brinnis, Luckowehna und Wannewitz)